# Villa De Hulste
Villa De Hulste is een alleenstaande cottagewoning in het West-Vlaamse Sint-Andries, aan de Albert Serreynstraat 16 en de Koude-Keukenstraat 13. De villa werd gebouwd in circa 1920-1930. Het gebouw heeft een bakstenen onderbouw en een bovenbouw met pseudovakwerk en het perceel heeft een oppervlakte van 1870m².
Dit gebouw is aangeduid als onroerend erfgoed door de Vlaamse overheid sinds 2009.